# Arsenal naval de Toyokawa
L'arsenal naval de Toyokawa (豊川海軍工廠, Toyokawa Kaigun Koshō) est un important site de production d'avions, d'armes légères, et de munitions, de la marine impériale japonaise durant la Seconde Guerre mondiale. Situé dans l'actuelle ville de Toyokawa dans la préfecture d'Aichi, le site était l'un des plus grands producteurs d'armes de l'empire du Japon et ne fut bombardé par les Alliés qu'après le bombardement de Hiroshima.

## Histoire
Les plans d'établissement de l'arsenal naval de Toyokawa sont réalisés en mars 1937, en même temps que ceux de l'arsenal naval de Suzuka dans la préfecture de Mie, dans le but premier de produire des canons automatiques de 13 mm et 20 mm pour le Service aérien de la Marine impériale japonaise en croissance rapide. Le site est acquis sur les villes de Toyokawa et d'Uchikubo et les villages de Yawata dans l'est de la préfecture d'Aichi en juillet 1938, et la construction commence le 1er octobre 1938. La cérémonie d'inauguration a lieu le 15 décembre 1939. La superficie initiale du site est de 200 hectares et emploie 1 500 personnes.
Cependant, comme la guerre sino-japonaise (1937-1945) dégénère rapidement Seconde Guerre mondiale, la demande pour les armes et les munitions explose. L'arsenal naval de Toyokawa agrandit ses installations en 1940 pour atteindre 330 hectares. 60 % du site était affecté à la production de poudre à canon et de munitions, et 40 % à la production et l'assemblage d'armes, spécialement de la mitrailleuse Type 92 (en) et du canon Type 99. En plus de ces armes anti-aériennes, l'arsenal naval de Toyokawa produisait également des épées guntō, des baïonnettes, le pistolet Nambu et d'autres armes de petits calibres ainsi que de l'équipement optique comme des télémètres et des jumelles.
En février 1945, le site emploie 56 400 travailleurs, dont plus de 6 000 écoliers conscrits. L'arsenal bénéficie également de son propre approvisionnement de gaz et d'eau et des dortoirs pour les travailleurs.
Malgré son importance militaire, l'arsenal naval de Toyokawa n'est pas bombardé avant les derniers jours de la Seconde Guerre mondiale. Le matin du 7 août 1945, 135 bombardiers B-29 américains partent de Guam, Saipan et Tinian. Ils sont rejoints par 48 P-51 Mustang d'escorte déployés à partir d'Iwo Jima. L'arrivée sur la cible a lieu à 10h13, douze B-29 bombardent l'arsenal, tandis que les autres bombardiers se concentrent sur la ville même de Toyokawa, et les P-51 mitraillent des cibles opportunes. Un total de 813 tonnes de bombes est lancé sur la ville à partir d'une altitude de 15 000 – 17 000 pieds. Les pertes civiles japonaises sont estimées entre 2 544 et 2 677 personnes tuées, dont plusieurs centaines de femmes et 452 écoliers, qui avaient été conscrits à l'arsenal par l'armée japonaise.
Après la Seconde Guerre mondiale, le site reste un grand complexe industriel actif, avec une petite portion accueillant une base des forces d'autodéfense japonaises. Une grande usine de production de carénage de trains de la société nationale des chemins de fer japonais est actuellement gérée par Nippon Sharyo, de même que d'autres industries sur le même site.